# Jessie Flaws
Jessie Marie Flaws Wallin, född 13 augusti 1935 i Bridgeport, Connecticut, död 25 november 2014 i Sollentuna, var en amerikansk-svensk skådespelare. Flaws var verksam i Sverige sedan 1953.
Flaws var 1962–1966 gift med musikern Bengt-Arne Wallin. Hon är begravd på Sollentuna kyrkogård.

## Filmografi
- 1953 – Sommaren med Monika
- 1955 – Kvinnodröm
- 1955 – Den glade skomakaren
- 1955 – Danssalongen
- 1956 – På heder och skoj
- 1956 – Lille Fridolf och jag
- 1957 – Lille Fridolf blir morfar
- 1957 – Mamma tar semester
- 1957 – Värmlänningarna
- 1958 – Linje sex
- 1958 – Kostervalsen
- 1959 – Åsa-Nisse jubilerar
- 1959 – Fly mej en greve
- 1959 – Brott i Paradiset
- 1959 – Det svänger på slottet
- 1961 – Svenska Floyd
- 1962 – Siska
- 1962 – Ingen fara för handen
- 1962 – En nolla för mycket
- 1963 – Det är hos mig han har varit
- 1964 – Bröllopsbesvär
- 1964 – Är du inte riktigt klok?
- 1966 – Jag – en älskare
- 1970 – Björnungarnas jul

## Teater

### Roller (ej komplett)
| År   | Roll            | Produktion                                                                    | Regi              | Teater        |
| ---- | --------------- | ----------------------------------------------------------------------------- | ----------------- | ------------- |
| 1957 | Betty Brown     | No, No, Nanette Vincent Youmans, Otto Harbach, Frank Mandel och Irving Caesar | Egon Larsson      | Oscarsteatern |
| 1959 | Medverkande     | Oh, revy Stig Bergendorff och Gösta Bernhard                                  | Gösta Bernhard    | Casinoteatern |
| 1962 | Steffi Castelli | Tre valser Oscar Straus, Paul Knepler och Armin Robinson                      | Ivo Cramér        | Oscarsteatern |
| 1963 | Duddi           | Teenagerlove Ernst Bruun Olsen och Finn Savery                                | Ernst Bruun Olsen | Oscarsteatern |